# 神戸志民党
神戸志民党（こうべしみんとう、英語: Kobe Shiminto）は、兵庫県（主に神戸市）の地域政党（政治団体）。全国地域政党連絡協議会（地域政党サミット）参加団体。

## 沿革
2014年3月3日に実業家・元神戸市長候補の樫野孝人が結成。翌年に実施された第18回統一地方選挙では兵庫県議会議員選挙には公認候補４人を擁立し代表の樫野が須磨区選挙区から当選。神戸市会選挙では現職2人を含めた12人を擁立するも、現職1人のみの当選となった。
2017年9月27日には党唯一の神戸市会議員で党幹事長の平野章三が離党し、一時的に神戸市会での議席がゼロになった。
第19回統一地方選挙では代表の樫野は出馬せず、2019年神戸市議会議員選挙には公認候補の香川真二を擁立し当選した。香川はその後新社会党、無所属の議員とともに会派「つなぐ」を結成し団長に就任、党の代表も務めている。
第20回統一地方選挙では香川のみが再び公認で出馬し、次点に86票差まで迫られるも当選した。

## 政策
1. 市民が主役の街づくり
2. 市民満足度№１の実現
3. チーム主義(One for all all for one)